# Округ Собранце
Округ Собранце (слч. Okres Sobrance) округ је у Кошичком крају, у Словачкој Републици. Административно средиште округа је град Собранце.

## Географија
Налази се у источном дијелу Кошичког краја.
Граничи:
- на сјеверу је Прешовски крај,
- источно Украјина,
- западно Округ Михаловце.

Клима је умјерено континентална.

## Становништво
| Година:    | 1994.  | 2004.   | 2014.   | 2024.   |
| ---------- | ------ | ------- | ------- | ------- |
| Број људи: | 23 742 | 23 447  | 22 765  | 22 195  |
| Разлика:   |        | -1,24 % | -2,90 % | -2,50 % |

| Година:    | 2023.  | 2024.   |
| ---------- | ------ | ------- |
| Број људи: | 22 226 | 22 195  |
| Разлика:   |        | -0,13 % |

Према подацима о броју становника из 2011. године округ је имао 22.878 становника. Словаци чине 88,75% становништва.
| Етнички састав (2011)‍ | Етнички састав (2011)‍ | Етнички састав (2011)‍ | Етнички састав (2011)‍ | Етнички састав (2011)‍ |
| --------------------- | --------------------- | --------------------- | --------------------- | --------------------- |
|                       |                       |                       |                       |                       |
| Словаци               | Словаци               |                       | 0                     | 88,75%                |
| Роми                  | Роми                  |                       | 0                     | 4,24%                 |
| Украјинци             | Украјинци             |                       | 0                     | 0,53%                 |
| остали, непознато     | остали, непознато     |                       | 0                     | 6,48%                 |

## Насеља
У округу се налази један град и 46 насељених мјеста.